# Toyota Alphard
Toyota Alphard - samochód osobowy typu minivan klasy wyższej produkowany przez japońskiego producenta samochodów firmę Toyota od 2002 roku. Znany również pod nazwami Toyota Vellfire. Początkowo produkowany wyłącznie na rynek japoński, a obecnie dostępny również w Indonezji, Hongkongu, Bangladeszu, Singapurze, Tajlandii, Malezji i Rosji.

## Historia Modelu

### 2002 - Pierwsza generacja
Model zastąpił Toyotę Granvia, Regius i Hiace, posiadał pięcioro drzwi, tylne drzwi obustronnie przesuwane. Wyposażony w rzędowy 4-cylindrowy silnik benzynowy 2,4 litra o mocy 159 koni mechanicznych oraz widlasty 6-cylindrowy silnik benzynowy 3,0 litra o mocy 220 KM. Dostępne były dwie wersje z napędem na przednią oś i na cztery koła. Wyposażony w 4-stopniową, później w 5-stopniową automatyczną skrzynię biegów. Model ten posiadał siedem lub osiem miejsc. Alphard pierwszej generacji charakteryzowała się następującymi parametrami 4840 mm długości, 1805 mm szerokości, rozstaw osi (2900 mm). 
W 2006 roku, wprowadzono do produkcji bardzo ekskluzywną cztero miejscową wersję Royal Lounge Alphard.
Model znajduje się najwyżej w hierarchii minivanów Toyoty powyżej modelu Voxy.

### 2008 - Druga generacja
Model drugiej generacji zaprezentowano podczas 40 Tokyo Motor Show w 2007 roku. Tak jak poprzednią wersję wyposażono w rzędowy 4-cylindrowy silnik 2,4 litra lecz zwiększono moc do 170 KM oraz drugi 6-cylindrowy widlasty silnik o pojemności 3,5 lira o mocy 280 KM. Zmieniono również skrzynię biegów na automatyczną hydrokinetyczną z 6 przełożeniami lub skrzynię CVT o 7 symulowanych przełożeniach. Przeprowadzono face lifting samochodu oraz zmieniono wymiary: wysokość 1850 / 1915 mm, szerokość 1830 / 1840 mm, długość 4850 / 4865 mm.

## Oficjalna strona modelu Alphard
- Toyota Alphard strona japońska